# Soleilman
Albums de Dick Annegarn
Plouc
(2005) Soleil du soir
(2008)
Soleilman est un livre-CD sorti en 2007, destiné aux enfants dont Dick Annegarn est l'auteur-interprète (récit et chansons) et Sergio Garcia l'illustrateur. 

## Thème
Sorti en 2007 sur le label Tôt ou tard en collaboration avec les éditions Actes Sud Junior, le livre-CD raconte l'histoire d'un petit garçon tombé d'un avion dans un village berbère au Maroc. Les illustrations sont de Sergio Garcia.

## Liste des titres
| No  | Titre               | Durée |
| --- | ------------------- | ----- |
| 1.  | Brani               |       |
| 2.  | Récit 1             |       |
| 3.  | Irza Ssariz         |       |
| 4.  | Récit 2             |       |
| 5.  | Soleilman de Brasio |       |
| 6.  | Récit 3             |       |
| 7.  | Soleilman s'endort  |       |
| 8.  | Récit 4             |       |
| 9.  | Un Petit Nid        |       |
| 10. | Récit 5             |       |
| 11. | Ahbib Inu Hak Laxtm |       |